# Polyuréthane
 (septembre 2023).
Si vous disposez d'ouvrages ou d'articles de référence ou si vous connaissez des sites web de qualité traitant du thème abordé ici, merci de compléter l'article en donnant les références utiles à sa vérifiabilité et en les liant à la section « Notes et références ».
 (septembre 2023).
Un polyuréthane ou polyuréthanne est un polymère d'uréthane, une molécule organique.
On appelle uréthane, ou plus couramment « carbamate », tout composé produit par la réaction d'un isocyanate et d'un alcool conformément à la réaction suivante :

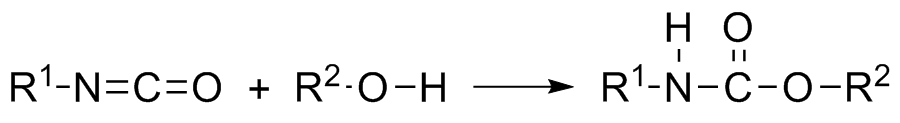

Cette réaction était connue depuis plusieurs décennies lorsqu'en 1937, Otto Bayer découvrit comment en faire un plastique utilisable, exempt de polyisocyanate et polyol.
Les technologies de l'uréthane ont été amenées aux États-Unis en 1953 par Jean-Pierre Abbat (en) et Fritz Hartmann[réf. nécessaire].
Dans les années 1970, l'utilisation de l'uréthane pour les roues a, par exemple, révolutionné les sports sur roulettes (patins à roulettes, planche à roulettes). Il se trouve aussi dans certains jouets.
Les polyuréthanes peuvent être fabriqués avec une grande variété de textures et de duretés en variant les monomères utilisés et en ajoutant d'autres substances. Ils sont utilisés pour les colles, peintures, élastomères (« caoutchoucs »), mousses, fibres. Ainsi, ces plastiques aux vastes applications sont utilisés dans un grand nombre d'industries.

## Principes chimiques des polyuréthanes

### Polymérisation en chaîne
Il s'agit d'une réaction chimique conduisant selon un mécanisme radicalaire ou ionique à des macromolécules linéaires ou réticulées à partir de composés vinyliques (ayant une double liaison C=C) ou d’hétérocycles comme l'oxyde d'éthylène et le caprolactame. La masse molaire moyenne des macromolécules ainsi obtenues peut atteindre plusieurs millions de grammes par mole. Le greffage de chaînes latérales sur les chaînes déjà formées offre une multitude de possibilités, certaines plus intéressantes que d'autres.

### Polymérisation par étapes
Il s'agit du second mécanisme de polymérisation, à côté de la polymérisation en chaîne. Il se distingue de ce dernier par un mécanisme d'étapes indépendantes. Il repose sur la réactivité de groupes fonctionnels réagissant ensemble pour former un nouveau groupe qui liera chimiquement les deux bouts de chaînes. Il existe deux types de polymérisation par étapes, la polycondensation et la polyaddition.
La réaction menant à la formation de polyuréthanes fait partie des polymérisations par étapes et plus précisément des polyadditions.

### Polycondensation
Il s'agit d'une réaction de polymérisation mettant en œuvre des monomères au moins bifonctionnels (diacides, diols, diamines, etc.) pour former des chaînes macromoléculaires, avec dégagement de molécules de faible masse molaire (le plus souvent de l'eau).

### Polyaddition
La polymérisation par addition regroupe l'ensemble des réactions de polymérisation mettant en œuvre des monomères au moins bifonctionnels conduisant à des macromolécules, sans dégagement de petites molécules, contrairement à la polycondensation, par exemple les polyuréthanes et polyurées par réaction de diisocyanates avec des diols ou des diamines, les résines époxyde par réaction de pré-polymères porteurs de fonctions époxyde (DGEBA par exemple) avec des durcisseurs de type diamine, entrent aussi dans cette catégorie.
Les groupes isocyanate réagissent avec les alcools pour donner des groupes uréthane stables.
Cette réaction fut découverte par Charles Adolphe Wurtz en 1849.
Pour les matières plastiques et pour les élastomères, la formation de polyuréthanes à partir de diisocyanates et d'eau avec dégagement de CO2 a pris une importance toute particulière car les mousses polyuréthanes sont très utilisées au quotidien.
Mais l’élément le plus important du procédé de polyaddition des diisocyanates est leurs réactions sur les composés polyhydroxylés, car les groupes uréthane ainsi formés (groupe ester de l'acide carbamique) sont stables. Dans les premiers temps des polyuréthanes, on utilisait des diols de faible masse molaire comme le butanediol et par polyaddition avec le diisocyanate d'hexaméthylène (HDI), on obtenait des polyuréthanes linéaires (fibres polyuréthanes). Dans les polyuréthanes actuels, le groupe uréthane est en fait seulement l’élément de jonction entre les chaînes macromoléculaires. Ce groupe présente une stabilité et une rigidité exceptionnelle, son énergie de cohésion dépasse même légèrement celle de la fonction amide. Ceci explique les excellentes propriétés mécaniques des polyuréthanes, même si les groupes uréthane ne représentent qu’une petite fraction de l’édifice macromoléculaire.

## Principales utilisations
D'après une étude de l'Ademe, l'emploi des polyuréthanes dans le monde se répartit de la façon suivante :

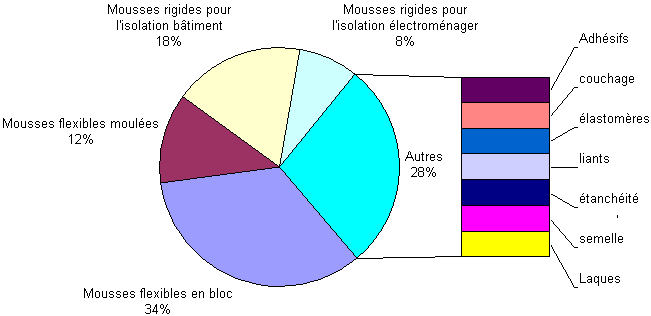

### Mousses de polyuréthane

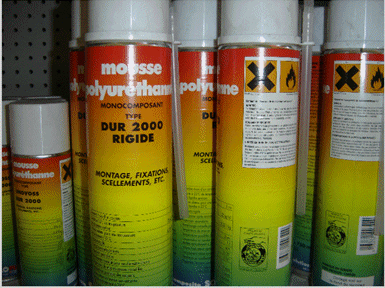
Bombes de mousses de polyuréthane.

Les mousses flexibles sont particulièrement utilisées en ameublement (assises des sièges et canapés), les mousses rigides sont intégrées aux murs rideaux, ou des panneaux d'isolation (panneaux sandwich) utilisés dans le bâtiment ou dans l'électroménager (parois de réfrigérateurs ou des chambres froides par exemple). L'ordre de grandeur de la conductivité thermique de la mousse de polyuréthane se situe entre 0,023 et 0,028 W m−1 K−1.
Sous la forme de mousse expansée, les mousses de polyuréthanes sont largement utilisées pour leur qualité d'isolation thermique, leur adhérence sur tout support, leur pouvoir de flottaison, leur capacité à remplir les vides quels qu’ils soient et à permettre des emballages sur mesure, légers et solides.
Les mousses vendues en bombe ont une capacité d'expansion de l'ordre de 50 litres de mousse par litre de produit. La masse volumique de la mousse obtenue est de l'ordre de 40 kg m−3.
Au début des années 1970, la mousse de polyuréthane a été utilisée pour construire au Texas un bâtiment expérimental, la TAO Earth House.

### Colles
Les polyuréthanes sont à la base de la fabrication de colles plus particulièrement pour assembler le bois ou le collage des semelles de chaussures. L’avantage principal de ce type de colle est sa résistance à l’eau.
La mousse de polyuréthane est aussi un excellent matériau de collage utilisée astucieusement dans le bâtiment en la détournant de son usage premier pour par exemple coller des panneaux d'isolation sur des cloisons.

### Roues et roulettes
Les polyuréthanes intégrant des ingrédients anti-abrasion sont utilisés dans la fabrication de roues et roulettes extrêmement solides (patins à roulettes, planche à roulettes, caddy, etc.). D'autres variétés ont été développées pour les pneumatiques, et des variantes micro-cellulaires de mousse sont largement utilisées pour les roues des fauteuils roulants et des bicyclettes mais aussi pour les amortisseurs, silentblocs et pare-chocs.

### Ameublement
Le polyuréthane est également employé dans la fabrication de meubles (coussins, assises de sièges) et pour protéger les bordures des meubles à des fins de sécurité comme de longévité. Certains meubles entièrement fabriqués dans cette matière sont célèbres, comme H5&6 chair, ou à base de mousse polyuréthane parmi d'autres composants comme Tube chair.

### Industrie automobile
Que ce soit dans les sièges, les appuie-têtes, les accoudoirs, les volants, les garnitures de pavillons, les tableaux de bord, les tablettes arrière, faux planchers et autres fonds de coffre, les polyuréthanes sont très employés dans l’industrie automobile qui met à profit sa diversité pour ce qui est de la souplesse et de la densité.
L'industrie automobile est également très friande de mousses PU ayant pour rôle l'isolation thermique et acoustique au travers de la fabrication de tapis d'insonorisation ou d'absorbeurs, que ce soit dans l'habitacle ou dans le compartiment moteur.
Rigide ou souple, haute ou basse densité, expansible ou non, facilement renforçable avec la quasi-intégralité des fibres naturelles ou synthétiques du marché (sauf le PP). Un matériau éminemment formable par moulage (injection haute ou basse pression, pulvérisation…).
L'inconvénient majeur de ce matériau réside dans le fait qu'étant thermodurcissable, il ne peut pas être recyclé et réutilisé sous une forme identique. La société Bayer, par exemple, mais d'autres également, le réinjectent sous forme pulvérulente dans du produit vierge au moment de l'injection. Son coût le destine la plupart du temps aux véhicules de milieu et haut de gamme.
Les caractéristiques intrinsèques du matériau lui permettent des mises en œuvre sur la base d'investissements qui peuvent aller du très léger au très lourd selon le type de pièce et les cadencements.

### Natation
Les premiers modèles de combinaisons 100 % polyuréthane conçus par la marque italienne Jaked sont apparus en compétition en 2008. Les autres marques, Adidas, Arena, TYR, ont conçu des modèles similaires, qui, enfilés par les meilleurs nageurs du monde, ont apporté un gain considérable des performances. Les championnats du monde de Rome 2009 en ont été l'illustration. Ces produits ont été interdits par la Fédération internationale de natation (FINA) à partir du début de l'année 2010.

### Décoration
La mousse de polyuréthane est un matériau exceptionnel pour réaliser des éléments de décorations (fausses poutres, décors, sculptures, etc.) qui sont ensuite peints ou recouverts de matière comme le crépi.

### Nautisme
Les qualités d'élasticité, de résistance à l'humidité et ses capacités de flottaison font du polyuréthane un matériau fort utilisé dans l'industrie nautique. Ainsi, certaines planches de surf ou planches à voile sont construites autour d'un noyau de polyuréthane. Les boudins des cerfs-volants utilisés pour le kitesurf sont également fabriqués en polyuréthane. De même, la coque des bateaux est souvent constituée de mousse de polyuréthane intégrée à une double peau de fibre de verre.

### Dispositifs médicaux: préservatifs, gants chirurgicaux, pansements
De nombreux modèles de préservatifs sont fabriqués à partir du polyuréthane. Ils présentent l'intérêt d'être moins allergènes que le latex tout en présentant de parfaits critères de qualité.
Le polyuréthane constitue aussi la couche externe de certains pansements. En tant que semi-occlusif, il protège des micro-organismes ; on le trouve notamment dans les pansements hydrocolloïdes dont la couche interne est quant à elle du carboxyméthylcellulose (CMC). Il constitue aussi les pansements films adhésifs transparents dont on se sert comme pansement primaire, secondaire ou pour la fixation de cathéter. Les pansement hydrocellulaires sont constitués de trois couches de polyuréthane différentes : la couche la plus interne, microperforée en polyuréthane ou parfois en silicone, la couche centrale, en mousse de polyuréthane qui est absorbante, et la couche externe, un film semi-perméable de polyuréthane.

### Industrie
Les films de polyuréthane sont utilisés pour protéger de la corrosion, l'abrasion et l'érosion de nombreux types d'équipements (ailes d'avions, trains, automobiles, pales d'éoliennes, etc.).

### Textile
Polyuréthane thermoplastique élastomère, le Lycra (Spandex ou Élasthanne) est créé par Dupont de Nemours. Sa chaine principale est composée à la fois de groupes uréthane et de groupes urée. De nombreux vêtements sont fabriqués à base de Lycra dont les propriétés extensibles en font un produit très adapté aux vêtements de sport.
L'uréthane entre dans la composition des combinaisons spatiales pour fabriquer la couche pressurisée. Il est enduit sur une couche de nylon et recouvert d'une couche de Dacron.

### Laques, peintures et vernis
Les polyuréthanes sont largement utilisés dans les enduits, laques, peintures et vernis que cela soit dans le bâtiment, l'ameublement, la construction automobile ou la protection du bois. Les vernis des « peintures métallisées vernies » des automobiles sont des polyuréthanes. Les combinaisons polyhydroxylées avec plus de deux hydroxyles conduisent, avec des polyisocyanates, à des macromolécules rétifiées qui sont très importantes dans le domaine des peintures. De telles combinaisons polyhydroxylées sont faciles à obtenir (exemple : estérification de diacides avec un excès de polyols). Grâce aux possibilités de variation illimitées, on peut obtenir des peintures avec tous les degrés de dureté ou d’élasticité voulus.

#### Réactivité du groupe isocyanate
D’après la théorie de l'orbitale, la densité électronique est la plus élevée sur l’atome d’oxygène et la plus faible sur l’atome de carbone ; par contre l’atome d’azote avec une charge négative donne lieu à des formes mésomères. Ainsi l’atome de carbone peut être facilement attiré par un nucléophile et l’azote par un électrophile.
Les isocyanates réagissent avec tous les groupes qui disposent d’un atome d’hydrogène mobile (amines, alcools, acides, eau, etc.). En général, la vitesse de réaction pour l'addition d’un composé avec un groupe isocyanate est déterminée par sa basicité : plus le composé est basique plus sa vitesse de réaction avec un groupe isocyanate sera importante. La vitesse de réaction diminue dans l’ordre suivant :

amines aliphatiques > NH3 > amines aromatiques > urées aliphatiques > alcools primaires > alcools secondaires > eau > urées aromatiques.

Les rapports de vitesse de réaction entre les alcools primaires, secondaires et tertiaires sont environ : 1 / 0,3 / 0,05. Dans la pratique, il est important de travailler autant que possible en absence d'humidité sinon deux groupes isocyanate réagissent avec une molécule d’eau et dégagent du CO2 en formant des groupes urée.
Dans un isocyanate RNCO, si R est un groupe donneur d’électrons, il exerce une action désaturante sur le groupe CO, la réactivité de ce groupe NCO est donc affaiblie. Par contre, si R est un groupe aromatique, le doublet de l’azote est attiré dans le noyau aromatique et la charge positive du carbone s’en trouve augmentée. Ainsi la réactivité des groupes isocyanate forme la suite croissante suivante :

tert-butyle- < cyclohexyle- < n-alkyle- < benzyle- < phényle- < para-nitrophényle- < chlorosulfonyle-isocyanate.

Cependant la stabilité thermique de l’uréthane formé augmente dans le sens inverse.

#### Polyisocyanates monomères
Les polyisocyanates les plus utilisés dans les peintures et vernis sont des adduits obtenus à partir des principaux diisocyanates mentionnés ci-après.
- Le diisocyanate de toluène (TDI) vient en tête de la production mondiale.

Le TDI utilisé est un mélange des deux isomères ci-dessus (2-4 et 2-6). Ces mélanges ont moins tendance à cristalliser que les isomères purs. Le problème de cet isocyanate est qu’il a une forte tendance au jaunissement due à la présence de cycle benzénique (carbones insaturés) ; par contre son prix est bas et il réagit rapidement (séchage rapide).
- Le diisocyanate d'hexaméthylène (HDI) est un diisocyanate industriel purement aliphatique.

Il conduit à des polyuréthanes très stables à la lumière solaire (car la chaîne carbonée est saturée), élastiques et résistants à la saponification et à la chaleur. Par contre il réagit moins vite que le TDI et son prix est plus élevé.

#### Temps de «séchage»
Pour les laques polyuréthanes, on appelle « temps de séchage » aussi bien le temps mis par le solvant pour s'évaporer que le temps de réaction de groupes NCO sur les groupes OH.

#### Manipulation, stockage et toxicologie des isocyanates
Les polyisocyanates sont des molécules très réactives dont l’emploi nécessite quelques précautions :
- protection indispensable de la peau et des yeux ainsi que des voies respiratoires en cas d’exposition répétée ;
- éviter la présence et le contact avec l’eau ;
- stockage à 250 °C maximum sous gaz sec et inerte (exemple : argon) si besoin est ;
- éviter toute étincelle ou présence d’électricité statique (risque d’incendie) ;
- nettoyer à l’alcool avec un peu d’ammoniaque mais pas à l’eau ;
- manipuler de préférence sous hotte aspirante ;
- les réactifs doivent être consommés dans les 10 à 15 jours après ouverture ;
- les emballages doivent être refermés après chaque utilisation ;
- dès qu’une préparation est faite, elle doit être utilisée dans un laps de temps donné avant séchage total, appelé « pot life ».

#### Laques polyuréthanes commerciales
Les entreprises ne commercialisent que des laques polyuréthanes bicomposants, dont il faut faire le mélange avant d'appliquer la laque.
Ce mélange a une durée de vie limitée par le temps de réaction entre ces deux composants (pot life). Ces composants sont :
- 1) un vernis contenant des polymères hydroxylés (résine) : cela peut être un fond, un vernis, une laque ou un apprêt. Les propriétés physico-chimiques du film sont essentiellement dues à la nature de la résine et/ou du liant utilisé. Généralement[5], on distingue trois types de résines :
  - acryliques hydroxylées
    - laques haut de gamme pour la finition des salles de bains ou cuisines
    - avantages : très résistantes, transparentes et parfaitement non jaunissantes
    - inconvénients : séchage long et prix élevé

  - polyesters
    - laques destinées aux finitions qui nécessitent de bonnes performances mais une résistance au jaunissement plus faible (bureau, collectivité…)
    - avantages : assez résistantes, séchage plus rapide et prix plus bas
    - inconvénients : résistance au jaunissement plus faible

  - alkydes
    - ce sont des résines polyesters modifiées à très bas prix pour des gammes low cost
    - elles sont de mauvaise qualité mais ont un prix très bas comparé aux autres type de résines
- 2) un réactif et quelquefois un solvant pour une viscosité plus basse. Constitué d’un solvant déshydraté et un ou plusieurs polyisocyanates (TDI ou HDI), ces derniers ont été évoqués précédemment.

En jouant sur la nature des parties 1) et 2), on obtient une multitude de combinaisons. Généralement on utilise du HDI pour réticuler une laque acrylique hydroxylée à cause de sa résistance au jaunissement alors que les polyesters sont associés avec des réactifs à base de TDI qui sèchent plus vite et coûtent moins cher.

#### Index stœchiométrique
En fonction des performances finales souhaitées, la quantité de réactif ne sera pas la même. Le rapport [OH] / [NCO] ([OH] signifie concentration en OH) est appelé indice ou index ou encore taux de réticulation si la fonctionnalité moyenne des monomères est supérieure à deux ou si l'indice est supérieur à l'unité pour un mélange de monomères bifonctionnels.
- Si cet indice est de 1, on se trouve dans les proportions stœchiométriques.
- En dessous, on parle de sous-indexation et le produit n'est pas totalement réticulé ; il peut ainsi s'avérer collant, mou et souple.
- Lorsque l'index est supérieur à l'unité, on parle alors de sur-indexation, ce qui correspond à la majorité des formulations industrielles afin d'éviter une sous-indexation du réseau par consommation des fonctions isocyanate dues à la présence d'eau résiduelle dans la part polyol mais aussi au fait que le titre en fonctions hydroxyle n'est pas toujours connu avec précision.
- Si les performances finales ne sont pas assez élevées, il faut augmenter le taux de réticulation, ce taux peut aller au-dessus de 100 %.

## Commerce
En 2014, la France est nette exportatrice de polyuréthane, d'après les douanes françaises. Le prix moyen à la tonne à l'import était de 3 600 €.

## Sécurité incendie et toxicité

### Intoxication
La mise en œuvre des mousses polyuréthanes entraîne des risques importants : le diisocyanate de toluène est très toxique par inhalation, réactif, irritant et très volatil ; le diisocyanate de diphénylméthane est considéré comme nocif par inhalation et susceptible de provoquer le cancer. Ces vapeurs se dispersent dans l'atmosphère et sont peu à peu neutralisées par la vapeur d'eau de l'environnement, ce qui contribue à la pollution des couches inférieures de l'atmosphère.
Totalement polymérisés (c'est-à-dire après la stratification), les produits finis sont physiologiquement inactifs. Toutefois ils peuvent renfermer des résidus de catalyseurs et ainsi dégager des vapeurs d'isocyanates pendant quelques heures voire quelques jours.
Une fois mis en œuvre, les polyuréthanes ont une toxicité très faible par rapport à de nombreux autres matériaux utilisés pour l'isolation ou pour le rembourrage des meubles. On peut cependant citer certains risques liés aux polyuréthanes et aux additifs qu'ils peuvent contenir :
- les additifs polybromodiphényléthers (PBDE) - en l'occurrence le pentaBDE pour les polyuréthanes - réputés toxiques, qui étaient incorporés à ces mousses jusqu'en 2001 pour leurs propriétés ignifuges en cas d'incendie, ne sont plus sur le marché. Parmi les PBDE, seul le décaBDE est une substance reconnue comme sûre, mais elle ne peut pas être incorporée aux mousses de polyuréthane. D'autres retardateurs de flamme bromés, évalués comme sûrs, ont été développés et sont disponibles sur le marché pour les applications polyuréthanes ;
- la colle polyuréthane ingérée gonfle dans l'estomac et peut s'avérer mortelle[9] ;
- en cas de combustion, ils dégagent des gaz mortels (cyanure d'hydrogène, monoxyde de carbone).

### Incendie
Le polyuréthane est un matériau inflammable. Lors de sa combustion, il dégage de nombreux gaz mortels, tels le cyanure d'hydrogène et le monoxyde de carbone. Au Royaume-Uni, en Irlande, et dans certains États des États-Unis, la réglementation oblige les fabricants de meubles rembourrés (canapés, matelas) à traiter les produits à l'aide d'additifs chimiques ignifugeants afin de réduire ce risque. En France et dans d'autres pays d'Europe continentale, les fabricants de meubles soutiennent les actions d'associations de protection de l'environnement contre les « retardateurs de flammes » et en font un argument pour ne pas utiliser d'additifs ignifugeants. De nombreux domaines d'utilisation des mousses de polyuréthane exigent des propriétés « non-feu ». Dans l'automobile, les mousses et complexes doivent être classés par rapport à la norme D45 1333 ou FMVSS 302. Ces normes exigent une vitesse de combustibilité inférieure à 100 mm min−1. Dans le domaine du bâtiment, pour les lieux publics, les mousses doivent être traitées non feu. Un classement spécifique existe qui est le classement M1 selon la norme NF P92-501,. L'utilisation de cet isolant fait l'objet d'une aggravation du risque incendie pour les assureurs. Utilisé dans un bardage métallique, il dégage un acide en cas d'incendie qui détruit le bardage métallique et nuit à la solidité de la structure du bâtiment.